# Jan Hirt
Jan Hirt (Třebíč, 21 januari 1991) is een Tsjechisch wielrenner die sinds 2025 rijdt voor de wielerploeg Israel-Premier Tech.

## Carrière
In 2009 werd Hirt Tsjechisch kampioen op de weg bij de junioren. In 2014 reed hij één seizoen voor Etixx, het opleidingsteam van Omega Pharma-Quick-Step, om het jaar erna prof te worden bij zijn huidige ploeg.
In 2016 won Hirt de vierde etappe in de Ronde van Oostenrijk en schreef hij ook het eindklassement op zijn naam. In 2017 reed hij zijn eerste grote ronde, de Ronde van Italië. In deze grote ronde wist hij een knappe twaalfde plaats te bemachtigen in het eindklassement. In de Ronde van Italië 2022 wist hij zesde te worden in het eindklassement.

## Overwinningen
2008
4e etappe Tour du Pays de Vaud
2009
 Tsjechisch kampioen op de weg, Junioren
2e etappe Grote Prijs Général Patton
Eindklassement Grote Prijs Général Patton
2013
4e etappe Ronde van Azerbeidzjan
1e etappe Ronde van Tsjechië (ploegentijdrit)
2014
3e etappe Ronde van Tsjechië
2016
4e etappe Ronde van Oostenrijk
Eindklassement Ronde van Oostenrijk
2022
5e etappe Ronde van Oman
Eindklassement Ronde van Oman
16e etappe Ronde van Italië

### Resultaten in voornaamste wedstrijden
| Jaar | Ronde van Italië | Ronde van Frankrijk | Ronde van Spanje |
| ---- | ---------------- | ------------------- | ---------------- |
| 2015 |                  |                     |                  |
| 2016 |                  |                     |                  |
| 2017 | 12e              |                     |                  |
| 2018 | 46e              |                     | 74e              |
| 2019 | 27e              |                     |                  |
| 2020 |                  | 67e                 | 56e              |
| 2021 | 26e              |                     | 28e              |
| 2022 | 6e (1)           |                     | opgave           |
| 2023 | opgave           |                     | 59e              |
| 2024 | 8e               | 67e                 |                  |
| 2025 | opgave           |                     |                  |

| Jaar | Luik-Bast.‑Luik | Ronde van Lombardije | Waalse Pijl | Clásica San Sebastián |  | WK op de weg |  | Wereldranglijsten |
| ---- | --------------- | -------------------- | ----------- | --------------------- |  | ------------ |  | ----------------- |
| 2015 |                 | opgave               |             |                       |  |              |  |                   |
| 2016 |                 | opgave               |             |                       |  |              |  |                   |
| 2017 |                 |                      |             |                       |  |              |  |                   |
| 2018 |                 | 71e                  |             | 62e                   |  | 17e          |  | 285e (UWT)        |
| 2019 |                 |                      |             |                       |  |              |  | 201e (UWR)        |
| 2020 | 49e             |                      | 39e         |                       |  | 59e          |  |                   |
| 2021 |                 | opgave               |             |                       |  |              |  |                   |
| 2022 |                 |                      |             |                       |  | opgave       |  |                   |
| 2023 |                 |                      |             |                       |  |              |  |                   |
| 2024 |                 |                      |             |                       |  |              |  |                   |
| 2025 |                 |                      |             |                       |  |              |  |                   |

Hirt verliet de Ronde van Italië in 2023 na een positieve test op COVID-19.

### Resultaten in kleinere rondes
| Jaar | Ronde van de VAE |
| ---- | ---------------- |
| 2024 | 28e              |

## Ploegen
- 2012 –  Leopard-Trek Continental Team (stagiair vanaf 1-8)
- 2013 –  Leopard-Trek Continental Team
- 2014 –  Etixx
- 2015 –  CCC Sprandi Polkowice
- 2016 –  CCC Sprandi Polkowice
- 2017 –  CCC Sprandi Polkowice
- 2018 –  Astana Pro Team
- 2019 –  Astana Pro Team
- 2020 –  CCC Team
- 2021 –  Intermarché-Wanty-Gobert Matériaux
- 2022 –  Intermarché-Wanty-Gobert Matériaux
- 2023 –  Soudal-Quick Step
- 2024 –  Soudal-Quick Step
- 2025 –  Israel-Premier Tech

Cuadros · Dolezel · Ghistelinck · Guérin · Hirt · Hník · D. Hoelgaard · M. Hoelgaard · Kerkhof · Rumac · Spokes · Wisniowski · Schultz (stagiair)
Banaszek · Brożyna · Černý · Großschartner · Hirt · Honkisz · Kaczmarek · Kiendyś · Kurek · Latoń · Małecki · Marycz · Matysiak · Michajlov · Mrożek · Owsian · Paluta · de la Parte · Paterski · Pluciński · Ponzi · Rebellin · Samojlaw · Stępniak · Stosz · Szmyd · Taciak
Banaszek · Białobłocki · Brożyna · Großschartner · Hirt · Kaczmarek · Koch · Kurek · Małecki · Michajlov · Mrożek · Owsian · Paluta · Paterski · Pluciński · Ponzi · Samojlaw · Schlegel · Sisr · Stosz · Taciak · Tratnik
Bilbao · Bïjigitov · Cataldo · Cort · De Vreese · Fominykh · Fraile · Fuglsang · Gatto · Gïdïç · Groezdev · Hansen · Hirt · Houle · Hryvko · Kangert · Korsæth · Loetsenko · López · Minali · Moser · Qojatajev · Sánchez · Stalnov · Tlewbajev · Tsjernetski · Valgren · Villella · Zacharov · Zejts
Ballerini · Bilbao · Bïjigitov · Boaro · Bohórquez · Cataldo · Contreras · Cort · De Vreese · Fominykh · Fraile · Fuglsang · Gïdïç · Gregaard · Groezdev · Hirt · Houle · G. Izagirre · J. Izagirre · Kudus · Loetsenko · López · Natarov · Sánchez · Stalnov · Villella · Zacharov · Zejts
Barta · Bevin · Černý · De la Parte · De Marchi · Geschke · Gradek · Hirt · Koch · Kotsjetkov · Mareczko · Masnada · Małecki · Paluta · Pauwels · Rosskopf · Sajnok · Schär · Trentin · Valter · Van Avermaet  · Van Hoecke · Van Hooydonck · Van Keirsbulck · Ventoso · Wiśniowski · Zakarin · Zimmermann
Bakelants · Bellicaud · De Gendt · De Plus · De Winter · Delacroix · Devriendt · Eiking · Evans · Hermans · Hirt · van der Hoorn · van Kessel · Koch · Kreder · Lammertink · Meintjes · Minali · Pasqualon · Petilli · Planckaert · B. van Poppel · D. van Poppel · Rota · Taaramäe · Van Melsen · Vanspeybrouck · Vliegen · Zimmermann · Girmay (stagiair) · Daemen (stagiair) · De Pooter (stagiair) · Jarnet (stagiair)
Bakelants · Bystrøm · Claeys · De Gendt · Delacroix · Devriendt · Girmay · Goossens · Hermans · Hirt · Huys · Johansen · Kristoff · Meintjes · Page · Pasqualon · Peák · Petilli · Petit · Planckaert ·  Pozzovivo(vanaf 14/2) · Rota · Taaramäe · Thijssen · van der Hoorn · van Kessel · Van Melsen · van Poppel · Vliegen · Zimmermann · De Pooter (stagiair) · Mihkels (stagiair)
Alaphilippe · Asgreen · Bagioli · Ballerini · Cattaneo · Cavagna · Černý · Declercq · Devenyns · Evenepoel    · Hirt · Jakobsen  · Knox · Lampaert · Masnada · Merlier · Mørkøv · Pedersen · Schmid · Sénéchal · Serry · Steimle · Svrček · Van Lerberghe · Van Tricht · Van Wilder · Vansevenant · Vernon · Vervaeke
Alaphilippe · Asgreen · Bastiaens · Cattaneo · Černý · Evenepoel      · Gelders · Hirt · Huby · Knox · Lampaert · Lamperti · Landa · Lecerf · Magnier · Masnada · Merlier · Moscon · Pedersen · Reinderink · Serry · Svrček · Van Lerberghe · Van Wilder · Vangheluwe · Vansevenant · Vervaeke · Warlop